# Power Paola
Paola Andrea Gaviria Silguero, más conocida como Power Paola o Powerpaola (Quito; junio de 1977), es una artista plástica, historietista e ilustradora colombo-ecuatoriana. Es la autora  de las memorias gráficas Virus Tropical (2009), llevada al cine en el 2017, Por dentro (2012), Diario (2013), qp (2014),Todo va a estar bien (2015), Espero porque dibujo (2019). y Todas las bicicletas que tuve (2022). Su trabajo es generalmente de corte autobiográfico y explora el dibujo, la narración, lo cotidiano y la interpretación de textos. Además de tratar temas relacionados con la sexualidad, el feminismo, las relaciones familiares y la búsqueda de la identidad personal.
Es parte del colectivo de cómic internacional Chicks on comics. y apela a darle visibilidad y difusión al trabajo de las mujeres en el mundo de las tiras cómicas y novelas gráficas. Ha vivido y trabajado en Colombia, Francia, Australia y Argentina.

## Biografía

### Primeros años
Paola Gaviria, conocida con el seudónimo Powerpaola, nació en Quito, Ecuador. Durante el embarazo de su madre, un doctor insistió en que no estaba embarazada, sino que era víctima de un "virus tropical." Su familia se mudó a Cali, Colombia cuándo tenía 13 y estudió en la Fundación Universitaria de Bellas Artes en Medellín, donde ella cofundó el colectivo de arte Taller 7. Se describe como "nómada" y desde entonces ha vivido en Sídney, París, San Salvador y Bogotá; actualmente vive en Buenos Aires.

### Influencias
Powerpaola ha encontrado influencia e inspiración en distintas mujeres artistas. Una de ellas es Julie Doucet, a quien según en una entrevista admite siempre honrar y quien la ayudó a perder el miedo a contar algo, sobre todo con su obra Diario en Nueva York. De igual forma menciona a Aline Kominsky cuyo estilo define como punky. También ha dicho ser admiradora del trabajo de la mexicana Inés Estrada.

### Exposiciones y talleres
Ha expuesto sus Diarios de viaje, Dibujos y Calendarios en Nueva York, Bogotá, Sâo Paulo, Sídney, Milán y París entre otros y en ferias como La Fiac y Slick (feria de dibujo contemporáneo). Algunas de sus libretas hacen parte de la colección de la Biblioteca Luis Ángel Arango (Bogotá)
Cuando ganó el proyecto "En vitrina" hizo por 14 días un performance dentro de una vitrina dibujando lo que tenía al frente. También realizó un club de dibujo en el Amazonas por dos meses gracias a la beca de la Gilberto Alzate Avendaño.

### Cómics
Powerpaola inició trabajando como pintora, entonces empezó leer el trabajo de artistas de cómics como Marjane Satrapi y Julie Doucet. Empezó a dibujar cómics a los 27 años de edad, para entretenerse y documentar su vida mientras trabajaba en una cocina en Sídney. Inicialmente publicó sus cómics ella misma en Flickr y en zines impresos. En 2011, Editorial Común, de Argentina, publicó su memoria Virus Tropical, el cual narra la historia de la niñez de Paola creciendo como un de tres hijas rebeldes en una familia conservadora dominada el catolicismo de su padre y el carácter fuerte de su madre. El libro recibió buenas críticas y fue publicado en inglés y francés por Random House / Mondadori. Los críticos han notado su estilo de dibujo suelto y voz íntima. De Virus Tropical, el crítico Josep Oliver dijo, "Utilizando un estilo ingenuo fuertemente expresivo, Paola crea un cómic muy personal, con una voz femenina clara, aquello es un estándar  del cómic de aquellas latitudes." La crítica Abril Castillo Cabrera comparó el libro a visitar un terapeuta, escribiendo que Power Paola crea "una atmósfera que a la que podemos acceder, una historia con un principio y un encierro, un elaboración de su vida y un puente que se tiende a las vidas de otros quiénes lo lean."
Su trabajo fue mostrado en Fundación PROA en Buenos Aires como parte de la exhibición de Chicks on Comics "Relación de Larga Distancia" en 2017.

## Adaptación de su obra Virus Tropical
En el 2017 llega a la pantalla grande la adaptación de la que fue su primera obra publicada Virus Tropical a cargo del director colombiano Santiago Caicedo, tanto la escritora Paola Gaviria como Enrique Lozano estuvieron a cargo del guion. La película logró obtener distintas nominaciones entre ellos: 
- Nominación a Mejor Película de animación en los Premios Platino.
- Nominación a Mejor Canción Original y Mejor Película de Animación en los Premios Macondo.[17]
- Festival Internacional De Cine De Animación De Annecy a Mejor Largometraje.[18]

## Premios
- Ganadora de la residencia artística La Cité Internationale des Arts, París y Firstdraft Gallery, Sídney.
- Ganadora del proyecto «En Vitrina» : durante 14 días hizo un performance dentro de una vitrina dibujando lo que tenía al frente.
- Beca de la Gilberto Alzate Avendaño.[19]

## Obras
- Virus tropical (2011)
- Por dentro (2012)
- Diario (2013)
- qp (2014)
- Todo va a estar bien (2015)
- Espero porque dibujo (2019)
- Todas las bicicletas que tuve (2022)